# Кейлін Корбетт
Кейлін Корбетт (англ. Kaylene Corbett, 15 червня 1999) — південноафриканська плавчиня. Учасниця Чемпіонату світу з водних видів спорту 2017, де в попередньому запливі на дистанції 100 метрів брасом посіла 31-ше місце і не потрапила до півфіналів.